# Антиох X Евсеб
Антиох X Евсеб Филопатор (на латински: Antiochus X Eusebes Philopator) е владетел от династията на Селевкидите от 95 до 83 пр.н.е., син на Антиох IX Кизикен и Клеопатра IV.
Антиох X наследява владенията на баща си Антиох IX в Коилесирия през 95 пр.н.е.. Той отмъщава за убийството на Антиох IX от синът на Антиох VIII Грюпос - Селевк VI Епифан, който през 94 пр.н.е. е победен, прогонен от Сирия и убит в Киликия, след което Антиох X се установява в Антиохия.
Продължават междуособните войни между Антиох X и останалите претенденти за сирийския трон – синовете на Антиох VIII Грюпос: Филип I Филаделф и Антиох XI Епифан - в Сирия, Деметрий III Еукер и Антиох XII Дионисий - в Коилесирия. През 93 пр.н.е. Антиох X проваля опита на Антиох XI да превземе столицата Антиохия и прогонва съперника, който при бягството се удавя в река Оронт. Въпреки това неговият успех е нетраен и ок. 90 пр.н.е. Антиох X напуска Антиохия принуден от Филип I Филаделф, който е подпомаган от набатеите и партите.
Счита се че ок. 89 пр.н.е. Антиох X Евсеб е убит, въпреки че според Апиан, доживява нашествието на Тигран през 83 пр.н.е..
Антиох X се жени през 95 пр.н.е. за Клеопатра Селена I. Един от двата му сина, Антиох XIII Азиатик, е признат от Помпей Велики за клиентски цар на Сирия.